# Рінова (Міссісіпі)
Рінова (англ. Renova) — місто (англ. town) в США, в окрузі Болівар штату Міссісіпі. Населення — 676 осіб (2020).

## Географія
Рінова розташована за координатами 33°46′50″ пн. ш. 90°43′24″ зх. д. / 33.78056° пн. ш. 90.72333° зх. д. (33.780475, -90.723195).  За даними Бюро перепису населення США в 2010 році місто мало площу 2,25 км², уся площа — суходіл.

## Демографія
Згідно з переписом 2010 року, у місті мешкало 668 осіб у 274 домогосподарствах у складі 174 родин. Густота населення становила 297 осіб/км².  Було 283 помешкання (126/км²).
Расовий склад населення:
| - 95,4 % — чорних або афроамериканців - 3,0 % — білих - 0,1 % — азіатів - 1,0 % — осіб інших рас |

До двох чи більше рас належало 0,4 %. Частка іспаномовних становила 2,1 % від усіх жителів.
За віковим діапазоном населення розподілялося таким чином: 25,9 % — особи молодші 18 років, 62,9 % — особи у віці 18—64 років, 11,2 % — особи у віці 65 років та старші. Медіана віку мешканця становила 38,3 року. На 100 осіб жіночої статі у місті припадало 86,1 чоловіків;  на 100 жінок у віці від 18 років та старших — 81,3 чоловіків також старших 18 років.
Середній дохід на одне домашнє господарство  становив 36 205 доларів США (медіана — 27 379), а середній дохід на одну сім'ю — 44 413 долари (медіана — 34 141). За межею бідності перебувало 25,9 % осіб, у тому числі 35,1 % дітей у віці до 18 років та 10,0 % осіб у віці 65 років та старших.
Цивільне працевлаштоване населення становило 329 осіб. Основні галузі зайнятості: освіта, охорона здоров'я та соціальна допомога — 36,5 %, роздрібна торгівля — 16,1 %, виробництво — 10,3 %, публічна адміністрація — 6,4 %.